# Cantonul Nesle
Cantonul Nesle este un canton din arondismentul Péronne, departamentul Somme, regiunea Picardia, Franța.

## Comune
| Comune                | Populație (1999) | Cod poștal | Cod INSEE |
| --------------------- | ---------------- | ---------- | --------- |
| Béthencourt-sur-Somme | 142              | 80190      | 80097     |
| Buverchy              | 40               | 80400      | 80158     |
| Cizancourt            | 42               | 80200      | 80197     |
| Épénancourt           | 102              | 80190      | 80272     |
| Falvy                 | 141              | 80190      | 80300     |
| Grécourt              | 24               | 80400      | 80389     |
| Hombleux              | 1031             | 80400      | 80442     |
| Languevoisin-Quiquery | 212              | 80190      | 80465     |
| Licourt               | 404              | 80320      | 80474     |
| Marchélepot           | 462              | 80200      | 80509     |
| Mesnil-Saint-Nicaise  | 545              | 80190      | 80542     |
| Misery                | 129              | 80320      | 80551     |
| Morchain              | 306              | 80190      | 80568     |
| Nesle                 | 2565             | 80190      | 80585     |
| Pargny                | 135              | 80190      | 80616     |
| Pertain               | 379              | 80320      | 80621     |
| Potte                 | 111              | 80190      | 80638     |
| Rouy-le-Grand         | 111              | 80190      | 80683     |
| Rouy-le-Petit         | 128              | 80190      | 80684     |
| Saint-Christ-Briost   | 459              | 80200      | 80701     |
| Voyennes              | 616              | 80400      | 80811     |